# Municipalidad Provincial de Coronel Portillo
La Municipalidad Provincial de Coronel Portillo o simplemente Municipalidad de Coronel Portillo es la municipalidad (ayuntamiento) encargada de la administración de la provincia de Coronel Portillo así como de la del distrito de Callería, donde se ubica su capital, la ciudad de Pucallpa.

## Alcaldes en el cargo
El primer gobernador de Pucallpa fue el Primer Teniente Gobernador don Pascual Acosta Díaz que asumió el 13 de octubre de 1888. Tiempo después de la creación de Callería, empezó una serie de varios alcaldes por lo que más tarde es administrada por la municipalidad provincial desde la década de 1940. Los primeros alcaldes fueron escogidos por las autoridades nacionales entre los vecinos notables de la provincia, ciudadanos que eran elegidos no solo por ser reconocidos en la zona sino, además, por ser personas de conducta intachable y preocupados por el desarrollo económico y social de la provincia. Entre aquellos primeros personajes estuvieron: Arturo Bartra Flores (periodo 1945), José Sibina i Camps (periodo 1946), Nicolás Cunti Avilés (periodo 1947), Eduardo Scavino Villacorta (periodo 1948), Giovane Cava G. (periodo 1949) y Víctor Dellepiane Lazo (periodo 1950), entre otros.
Al finalizar la década de 2000, estuvo al cargo Jorge Ulises Saldaña Bardales, en reemplazo del dos veces alcalde Luis Valdez Villacorta (2002-2009); debido a que fue denunciado por tráfico de drogas,  lavado de dinero  y el asesinato de un periodista en el 2001.
| Mandato   | Nombre del alcalde              | Partido político                     |
| --------- | ------------------------------- | ------------------------------------ |
| 2000–2003 | David Yamshiro Shimabukro       | Esfuerzos Unidos                     |
| 2003–2006 | Luis Valdez Villacorta          | Todos por Ucayali                    |
| 2006–2009 | Luis Valdez Villacorta          | Movimiento Agrario Popular Ucayalino |
| 2009–2010 | Jorge Ulises Saldaña Bardales   | Movimiento Agrario Popular Ucayalino |
| 2015–2018 | Antonio Marino Panduro          | Movimiento Todos Somos Ucayali       |
| 2019-2022 | Segundo Leónidas Pérez Collazos | Alianza para el Progreso             |
| 2023-2026 | Janet Yvone Castagne Vasquez    | Cambio Ucayalino                     |